# حملة أوقفوا الإيدز
حملة أوقفوا الإيدز عبارة عن حملة يديرها اتحاد المملكة المتحدة المعني بالإيدز والتنمية الدولية، وهو عبارة عن تآلف يضم أكثر من 80 منظمة غير حكومية دولية رائدة في المملكة المتحدة ومجموعات فيروس العوز المناعي البشري/الإيدز.
وتشتمل قائمة أفراد الاتحاد الذين يلعبون دورًا رائدًا في الحملة على ActionAid ومنظمة اليونيسيف في المملكة المتحدة وشراكات الطلاب في مختلف أرجاء العالم (كمضيفين لحملة أوقفوا الإيدز للطلاب) ومنظمة أوكسفام.
ويقوم التحالف بعمل حملة من أجل زيادة القدرة على الوصول إلى خدمات الوقاية والعلاج والرعاية والدعم من أجل فيروس العوز المناعي البشري والإيدز.

## المجموعات ذات صلة
- حملة أوقفوا الإيدز للطلاب

## وصلات خارجية
- http://stopaidscampaign.org/